# Primer Combate de Pachía
El Primer Combate de Pachía fue un enfrentamiento de la Guerra del Pacífico ocurrido el 3 de septiembre de 1881.
Al día siguiente del combate de Calientes, el coronel Pacheco Céspedes condujo sus tropas al pueblo de Pachia atacando a la guarnición chilena que lo ocupaba mandada por el mayor Campos sosteniéndose el combate desde las 6 de la mañana hasta la 1 de la tarde momento en que llegaron de refuerzo 4 compañías chilenas del batallón Rancagua que se encontraban en Calana, lo que provocó la retirada de Pacheco a las alturas que dominaban la población retirándose después sin que las tropas chilenas pudieran impedirlo.